# Shylmagoghnar
Shylmagoghnar je nizozemská progresivní melodická deathmetalová hudební skupina.
V textech se kapela zabývá filosofií, životem, sny a vizemi, přírodou, vesmírem, nebo abstraktním mysticismem. Žánr má své kořeny v black metalu s progresivním a atmosférickým charakterem. Jiné vlivy, které lze slyšet, jsou melodický death metal a thrash. Kromě toho se Shylmagoghnar inspiruje soundtracky k počítačovým hrám.

## Sestava
- Nimblkorg – kytara, basová kytara, bicí, klávesy, zpěv
- Coen van der Weerden „Skirge“ – klávesy, zpěv

## Diskografie
- Emergence (2014)
- Transience (2018)